# Langrend under vinter-OL 2010 – Kvindernes 10 km fri
Kvindernes 10 km fri langrend under Vinter-OL 2010 blev afholdt 15. februar 2010 i Whistler Olympic Park i Whistler, Canada. 

## Resultat
| Plac. | Bib | Navn                        | Land       | Tid     | Deficit |
| ----- | --- | --------------------------- | ---------- | ------- | ------- |
| 1     | 31  | Charlotte Kalla             | Sverige    | 24:58.4 | 0.00    |
| 2     | 17  | Kristina Šmigun-Vähi        | Estland    | 25:05.0 | +6.6    |
| 3     | 28  | Marit Bjørgen               | Norge      | 25:14.3 | +15.9   |
| 4     | 23  | Anna Haag                   | Sverige    | 25:19.3 | +20.9   |
| 5     | 33  | Justyna Kowalczyk           | Polen      | 25:20.1 | +21.7   |
| 6     | 26  | Riitta-Liisa Roponen        | Finland    | 25:24.3 | +25.9   |
| 7     | 22  | Yevgeniya Medvedeva         | Rusland    | 25:26.5 | +28.1   |
| 8     | 30  | Kristin Størmer Steira      | Norge      | 25:50.5 | +52.1   |
| 9     | 21  | Valentina Shevchenko        | Ukraine    | 25:51.1 | +52.7   |
| 10    | 16  | Svetlana Malahova-Shishkina | Kasakhstan | 25:53.9 | +55.5   |

## Ekstern Henvisning
Vancouver 2010 – Det fulde resultat